# Список стандартів мобільного зв'язку
|  | Службовий список статей, створений для координації робіт з розвитку теми. Це попередження не встановлюється на інформаційні списки і глосарії. |

Список стандартів мобільного зв'язку чи розвиток мобільного зв'язку.
|                                                                               |
| 0G - PTT - MTS - IMTS - AMTS                                                  |
| 0.5G - Autotel/PALM - ARP                                                     |
| 1G - NMT - AMPS - Hicap - CDPD - Mobitex - DataTac                            |
| 2G - GSM - iDEN - D-AMPS - cdmaOne - PDC - CSD - PHS                          |
| 2.5G - GPRS - HSCSD - WiDEN                                                   |
| 2.75G - CDMA2000 1xRTT - EDGE                                                 |
| 3G - W-CDMA - UMTS - FOMA - TD-CDMA/UMTS-TDD - CDMA2000 1xEV - TD-SCDMA - UMA |
| 3.5G - HSDPA                                                                  |
| 3.75G - HSUPA - HSOPA / LTE - WiMAX                                           |
| 4G - WiMAX - UMB (Ultra mobile broadband) - LTE (3GPP Long Term Evolution)    |